# Harambaša
Harambaša je bil poveljnik mejašev Vojne krajine. Enote mejašev so bile ustanovljene leta 1699. Beseda »Harambaša« označuje nekakšen čin vodnika. Niso nosili uniform. Bili so izredni poznavalci terena in specialisti v bojih na zahtevnem terenu. Izredni strelci in stezosledci. Za svojo službo niso prejemali plačila, bili pa so oproščeni davkov v Avstro-ogrski monarhiji.